# Jacques Martin (Komponist)
Jacques Martin (* 22. Juni 1851 in Visé; † 5. Mai 1930 ebenda) war ein belgischer Komponist, Dirigent und Musiker.
Als kleiner Junge wurde ihm bereits das Notensystem vermittelt. Er war von dem Aufbau und der Theorie so fasziniert, dass er sich autodidaktisch weiterbildete. Als er zum Militär (Fort-Artillerie) eingezogen wurde, setzte er seine musikalischen Studien in seiner Freizeit fort. Obwohl er gerade aus dem Militärdienst ausgeschieden war, nahm er 1888 beim 5. Linien-Regiment an einem Kapellmeister-Examen teil, das er mit Erfolg absolvierte. 1889 wurde er dann zum Kapellmeister des Musikkorps des 7. Linien-Regiments ernannt. Dieses Blasorchester gewann sehr schnell an musikalischem Niveau. Regelmäßiger Besucher und späterer Freund von Martin war der Direktor des Konservatoriums von Antwerpen, Peter Benoit. 1911 wurde er von seinem Orchester verabschiedet, jedoch wurde er 1913 zum Ehren-Inspekteur der Militärmusikkorps von Belgien ernannt. Er war auch Dirigent des Blasorchesters Saint-Martin in Visé.

## Werke für Blasorchester
- 1892 Mars van het 7de Linie Regiment
- 1923 Marche de Tabora
- Après la Noce Ballett in 4 Teilen für Blasorchester
- Courtoisie Ouverture
- En Famille
- Fleur de Nice
- Honneur et Patrie Ouverture
- L'Avenir
- L'Indépendance
- Leste et Enjoué
- Liberté
- Loyauté
- Mars et Minerve
- Sympathie
- Voyages de Noces